# 小行星5668
小行星5668（5668 Foucault）是一颗绕太阳运转的小行星，为主小行星带小行星。该小行星于1984年3月22日发现。

## 轨道参数
小行星5668的轨道半长轴为2.2741560 UA，离心率为0.107。